# L'Enfant des neiges (film, 1995)
Pour les articles homonymes, voir L'Enfant des neiges.
Pour plus de détails, voir Fiche technique et Distribution.
L'Enfant des neiges est un documentaire film français de Nicolas Vanier sorti en 1995.

## Synopsis
Nicolas Vanier entraîne sa femme Diane, et sa petite fille de 2 ans Montaine, dans un voyage en chiens de traîneau, à travers les montagnes Rocheuses, le Yukon et l'Alaska, sur la piste oubliée des chercheurs d'or du Klondike, où est née la légende de Jack London cent ans plus tôt.

## Fiche technique
- Titre : L'Enfant des neiges
- Réalisation : Nicolas Vanier
- Scénario : Nicolas Vanier
- Directeur de la photographie : Laurent Charbonnier et Nicolas Vanier
- Musique : Gérard Salesses
- Bande Originale : chantée par Dorothée
- Montage : Dominique Mallen
- Production : Dominique Rigaux
- Sociétés de production : AB Productions, Pathé
- Genre : documentaire
- Durée : 1h20 minutes
- Date de sortie : 20 décembre 1995

## Distribution
- Nicolas Vanier : lui-même
- Diane Vanier : elle-même
- Montaine Vanier : elle-même
- Julia Levy-Boeken : la narratrice